# コフタバラン
コフタバラン（小二葉蘭、学名：Neottia cordata、シノニム：Listera cordata  var. japonica ）は、ラン科サカネラン属の地生の多年草 。別名、フタバラン（二葉蘭）。

## 特徴
根茎は短くて細く、ひげ状の根をもつ。茎は緑褐色で細く、稜があり、直立して高さ10-20cmになる。葉は、茎の中部に無柄で2個が対生状につき、三角状腎形で、長さ、幅ともに1-2cmになり、先端は鈍頭で、基部は浅心形となる。葉に毛は無い。葉より上部の茎には腺毛があり、鱗片葉は無い。
花期は6-8月。黄緑色の花を4-10個まばらにつける。苞は長さ約1mmになる三角状卵形で開出する。萼片は長さ1.5-2mmの狭長楕円形で、先端は鈍頭。側花弁は狭卵形で、萼片とほぼ同じ長さ。唇弁はくさび形で平開し、長さ3-4mmになり、基部の両側に斜開する小さな裂片が1対ある。唇弁の先は2深裂して広く開き、裂片の先端は細く長くとがる。子房はふくらんだ楕円形となり、5本の緑色になる筋がある。

## 分布と生育環境
日本では、北海道、本州、四国、九州に分布し、亜寒帯から冷温帯の針葉樹林の林床に生育する。国外では、周北極に広く分布する。

## 名前の由来
コフタバランは小二葉蘭の意で、旧フタバラン属（ Listera ）の中の他種とくらべ小型であるので「小」がつく。

## ギャラリー

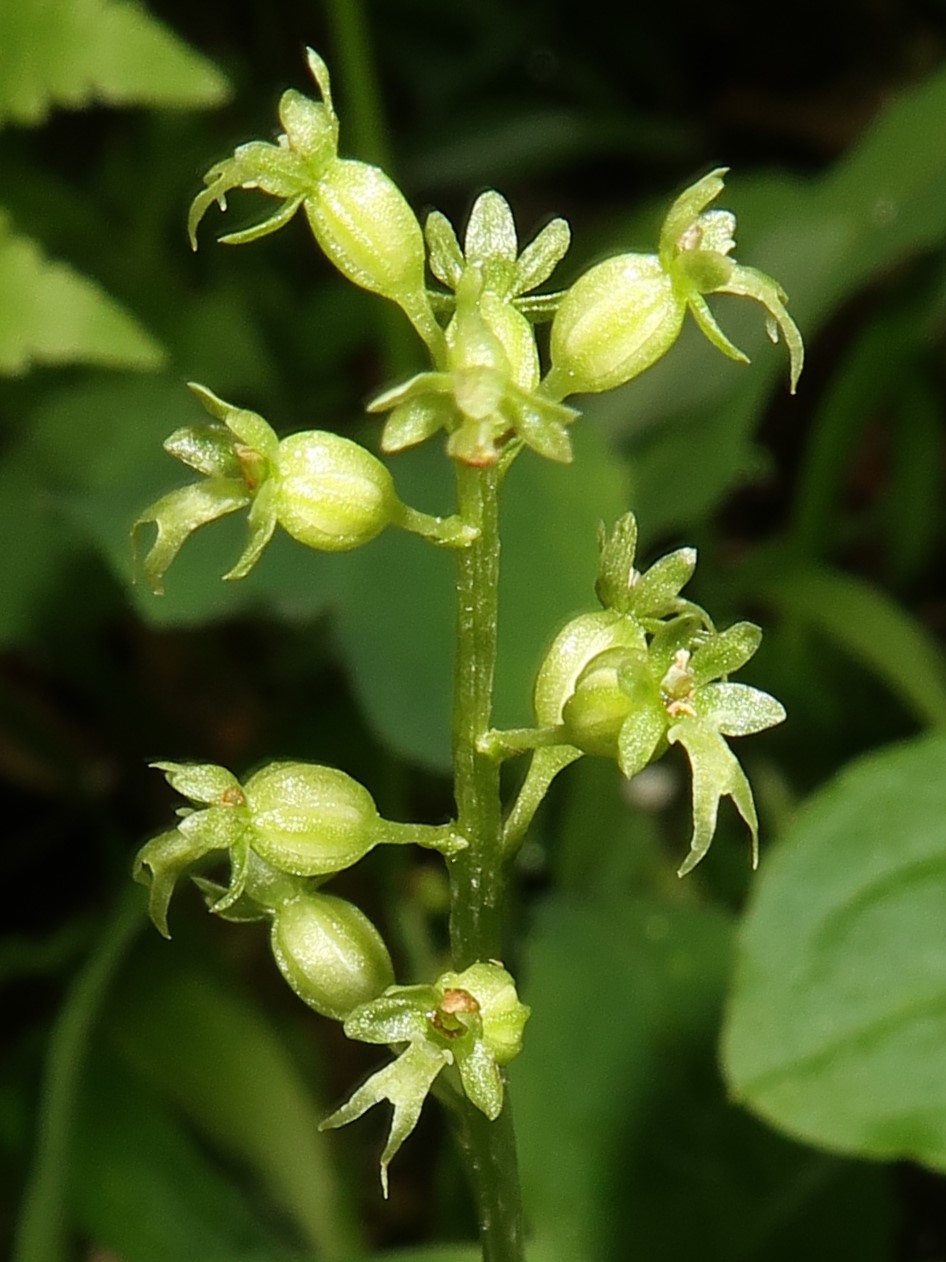
花。唇弁の先は2裂する。
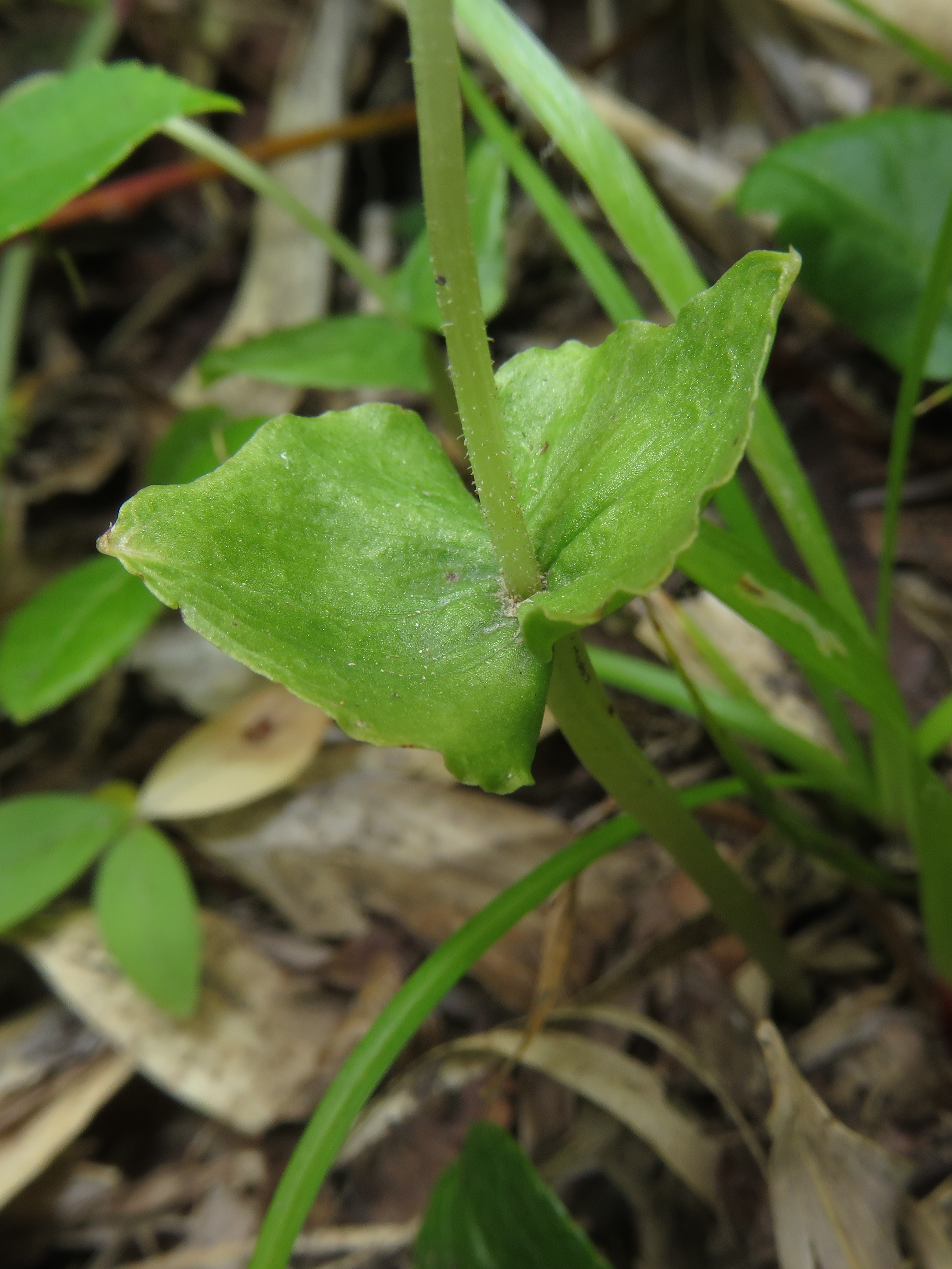
葉は無柄で2個つく。